# Eupogonius wickhami
Eupogonius wickhami är en skalbaggsart som beskrevs av Fisher 1935. Eupogonius wickhami ingår i släktet Eupogonius och familjen långhorningar.
Artens utbredningsområde är Bahamas. Inga underarter finns listade i Catalogue of Life.